# Шендеровка (Липовецкий район)
Шендеровка (укр. Шендерівка) — село на Украине, находится в Липовецком районе Винницкой области.
Код КОАТУУ — 0522280207. Население по переписи 2001 года составляет 231 человек. Почтовый индекс — 22514. Телефонный код — 4358.
Занимает площадь 1,387 км².

## Адрес местного совета
22520, Винницкая область, Липовецкий р-н, с. Белая, ул. Ленина, 51